# Megaelosia bocainensis
Espèce
Statut de conservation UICN

 DD  : Données insuffisantes
Megaelosia bocainensis est une espèce d'amphibiens de la famille des Hylodidae.

## Description
Cette espèce est endémique de la Serra da Bocaina dans l'État de São Paulo au Brésil,.

## Étymologie
Son nom d'espèce, composé de bocain[a] et du suffixe latin -ensis, « qui vit dans, qui habite », lui a été donné en référence au lieu de sa découverte, la Serra da Bocaina.

## Publication originale
- Giaretta, Bokermann & Haddad, 1993 : A review of the genus Megaelosia (Anura, Leptodactylidae) with a description of a new species. Journal of Herpetology, vol. 27, no 3, p. 276–285.